# Timon Krause

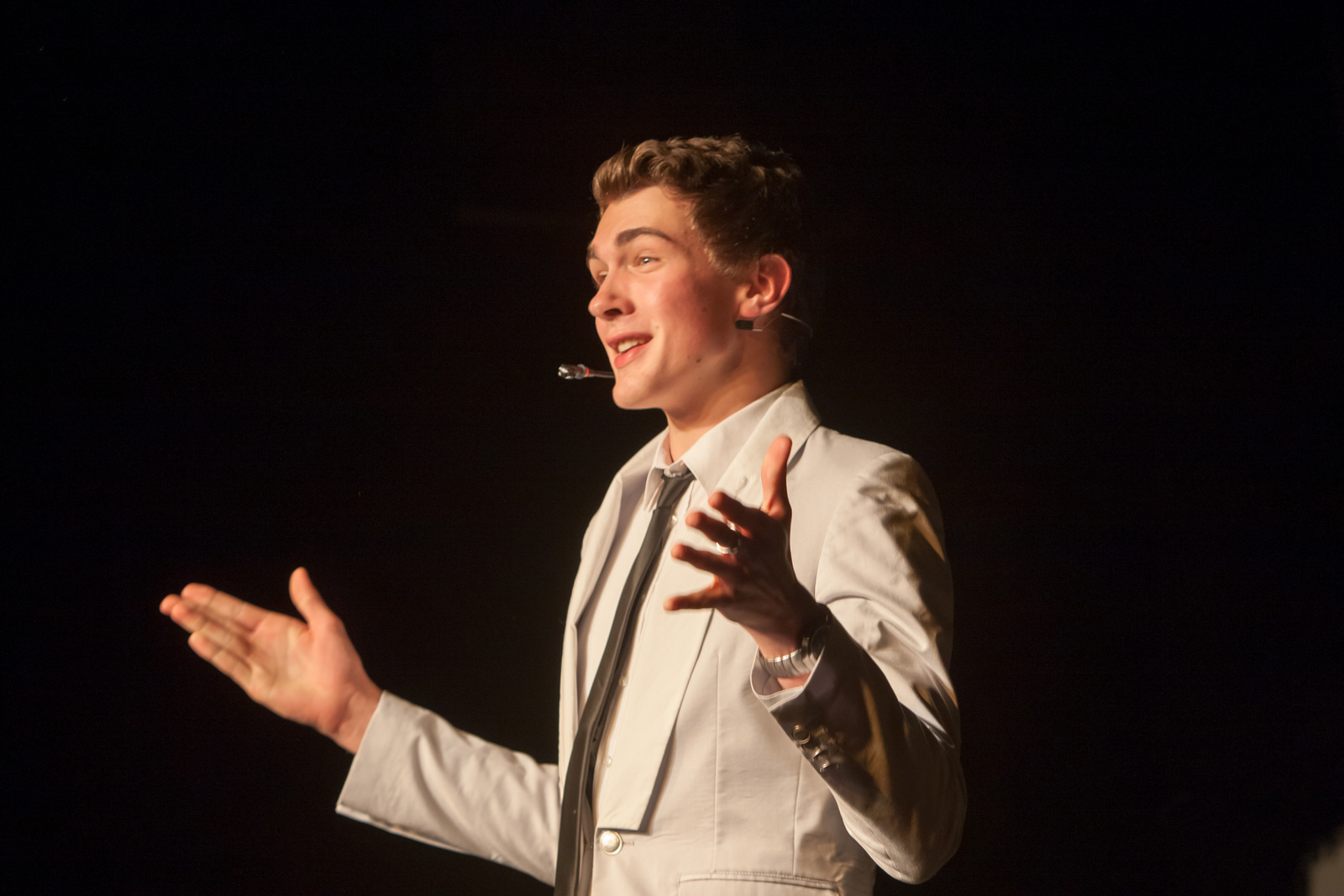
Timon Krause, 2012

Timon Christiaan Krause (* 20. Juni 1994 in Moers) ist ein deutscher Zauberkünstler im Bereich der Mentalmagie und der Hypnose.

## Leben und Karriere
Krause wuchs in Anholt, einem Stadtteil von Isselburg, auf und studierte in Amsterdam Philosophie. Seine Fähigkeiten in der Zauberei erlernte er in Neuseeland. Seine Hypnosefähigkeiten erlernte er nach eigenen Angaben mit 12 Jahren per Autodidakt. Mit 16 Jahren veröffentlichte Krause sein erstes Buch zum Thema Gedankenlesen. 2016 wurde er als bester europäischer Mentalist ausgezeichnet. Diesen Titel hielt er bis 2018. 2016 gewann er als erster Deutscher den Preis der US-Show Penn & Teller: Fool Us. Sein zweites Buch Du bist Mentalist! veröffentlichte er 2018. Nach Angaben seiner Künstleragentur Brainpool Live Artist & Brand war er mit seinem Programm MindGames auf allen Kontinenten auf Tour.
Ab 2020 nahm Krause mehrmals an der Sendung Joko & Klaas gegen ProSieben teil.
2023 erreichte Krause in der RTL-Show Let’s Dance mit seiner Tanzpartnerin Ekaterina Leonova Platz 4.
2025 nahm Krause an der RTL-Show Die Verräter teil, musste die Sendung aber als Erster wieder verlassen.

## Werke
- Du bist Mentalist! Campus-Verlag, 2018, ISBN 978-3-593-50926-6.
- Kennen wir uns? Eine Anleitung zur Menschenkenntnis. Campus-Verlag, 2020, ISBN 978-3-593-51263-1.
- Zusammen (Er)leben: Gedanken zur Systemrelevanz von Kunst in Krisenzeiten. Essay, 17. Dezember 2020.
- Das Versunkene Theater. KMAV, 2023, ISBN 978-3-947239-92-4.
- Sei deiner Zeit voraus. 13 Denkprinzipien für die Welt von morgen. Rowohlt, Hamburg 2024, ISBN 978-3-499-01431-4.

## Auszeichnungen
- Niederländischer Meister Mentalmagie 2014/2015[5][6]
- Publikumspreis Prix Cagliostro 2016[6]
- Best European Mentalist 2016/2017[5][6]
- TEDxFryslân Speaker 2017
- TEDxAmsterdam Speaker 2018
- Preis der Show Penn & Teller: Fool Us 2016[5][6]